# Бабьоґурський національний парк
Національний парк Баб'я гора (пол. Babiogórski Park Narodowy) — національний парк у Польщі. 
Парк засновано 30 жовтня 1954 року на площі 1703,70 га. У 1977 році Парк отримав статус біосферного резервату та був включений до програми ЮНЕСКО «Людина і біосфера». Також, у 1977 році площу Парку було збільшено до 3391,55 га.

## Природні умови
Баб'я гора (1725 м.) - найвища точка Західних Бескидів та друга за висотою гора Польщі. Це однорідний та ізольований гірський масив, що простягається в широтному напрямку. Геологічна будова зумовлює характер рельєфу - круті північні та пологі південні схили. Кліматичні умови та рослинні пояси змінюються з висотою над рівнем моря.
Клімат гірського масиву характеризується частими та сильними вітрами. Переважають північно-західні та західні вітри, що приносять холодне та вологе повітря, також характерні теплі південні вітри (фени). Випадає велика кількість атмосферних опадів (1400 мм на рік), сніговий покрив тримається до 200 днів. Цікавим кліматичним феноменом є температурна інверсія - коли температура повітря біля підніжжя гір нижча, ніж на вершині, це явище частіше трапляється взимку. Також для клімату Парку характерна часта зміна погоди, особливо взимку. Сонячна погода може раптово змінитись туманом та завірюхою, тому Баб'ю Ґуру називають «Матір поганої погоди».
Бабьогурський масив служить вододілом між басейнами Чорного та Балтійського морів. Територія Парку багата на річки та струмки, що мають переважно гірський характер. Водотоки живляться грунтовими водами, атмосферними опадами та таненням снігового покриву. Густа мережа водотоків (2 струмка на км²) робить Парк одним з найбагатших на водні ресурси місць у Польщі. У північній частині масиву більшість струмків знаходиться на висоті 900-1300 метрів над рівнем моря, у південній - 1200-1500 м. Температура води у них незмінна і становить 2-3°C. Найвищий та наймальовничіший струмок Głodna Woda (Голодна Вода) розташований на висоті 1625 м. У Парку знаходиться 19 озер та численні малі ставки. 
Незважаючи на невелику площу, Парк характеризується дуже багатим біорізноманіттям. Тут трапляється багато цікавих видів рослин і тварин, в тому числі рідкісні та зникаючі, що потребують охорони. Багато з цих видів рідко можна зустріти в інших частинах Польщі та за межами заповідних територій. Живі організми адаптувались до сурових умов гірського масиву. Зокрема, тут можна зустріти 650 видів судинних рослин, 280 видів мохоподібних, понад 1300 видів мохів і лишайників та 4500 видів і підвидів тварин. Для Праку характерні рідкісні та ендемічні рослинні асоціації.

## Рослинність

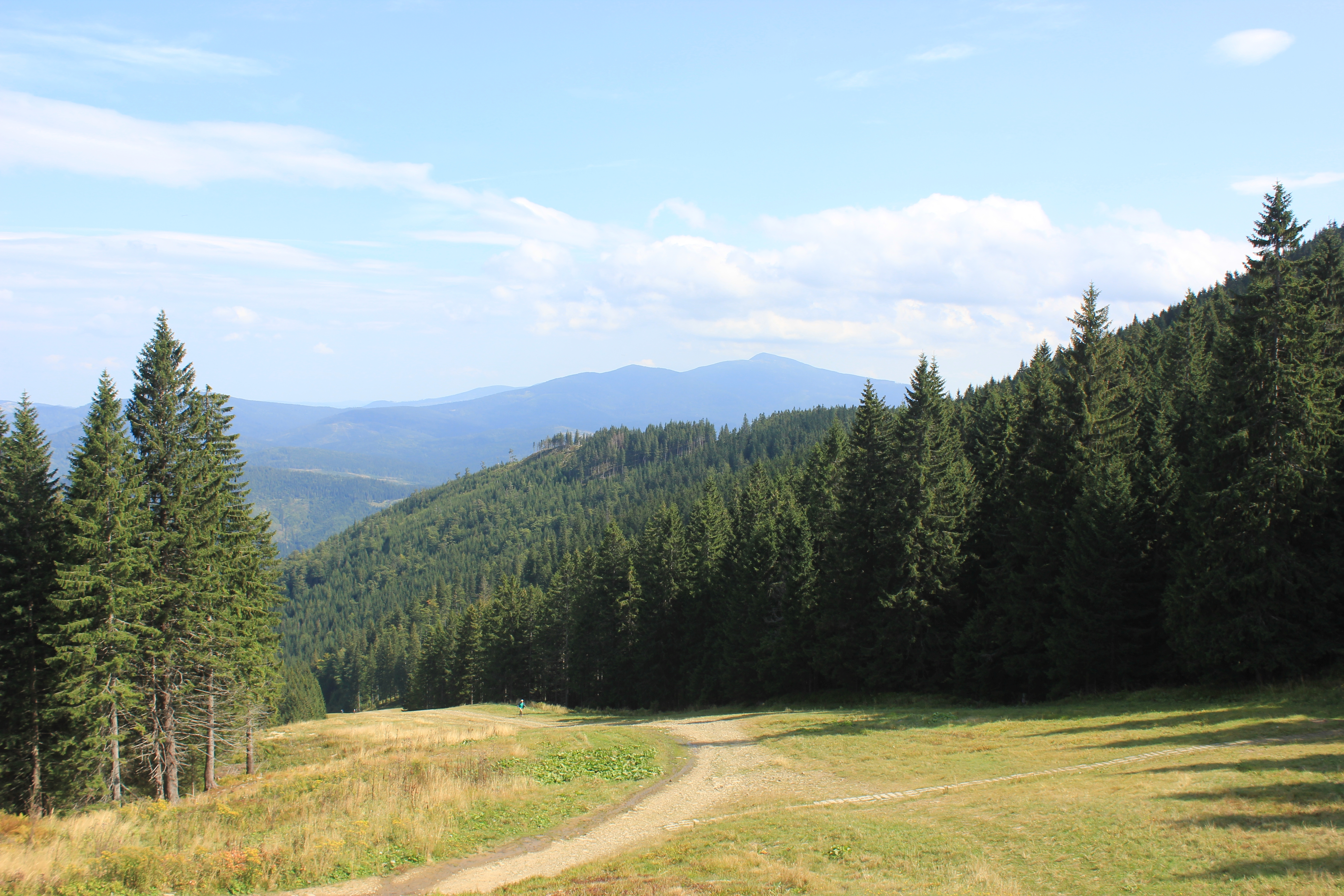
Лісова рослинність на гірських схилах

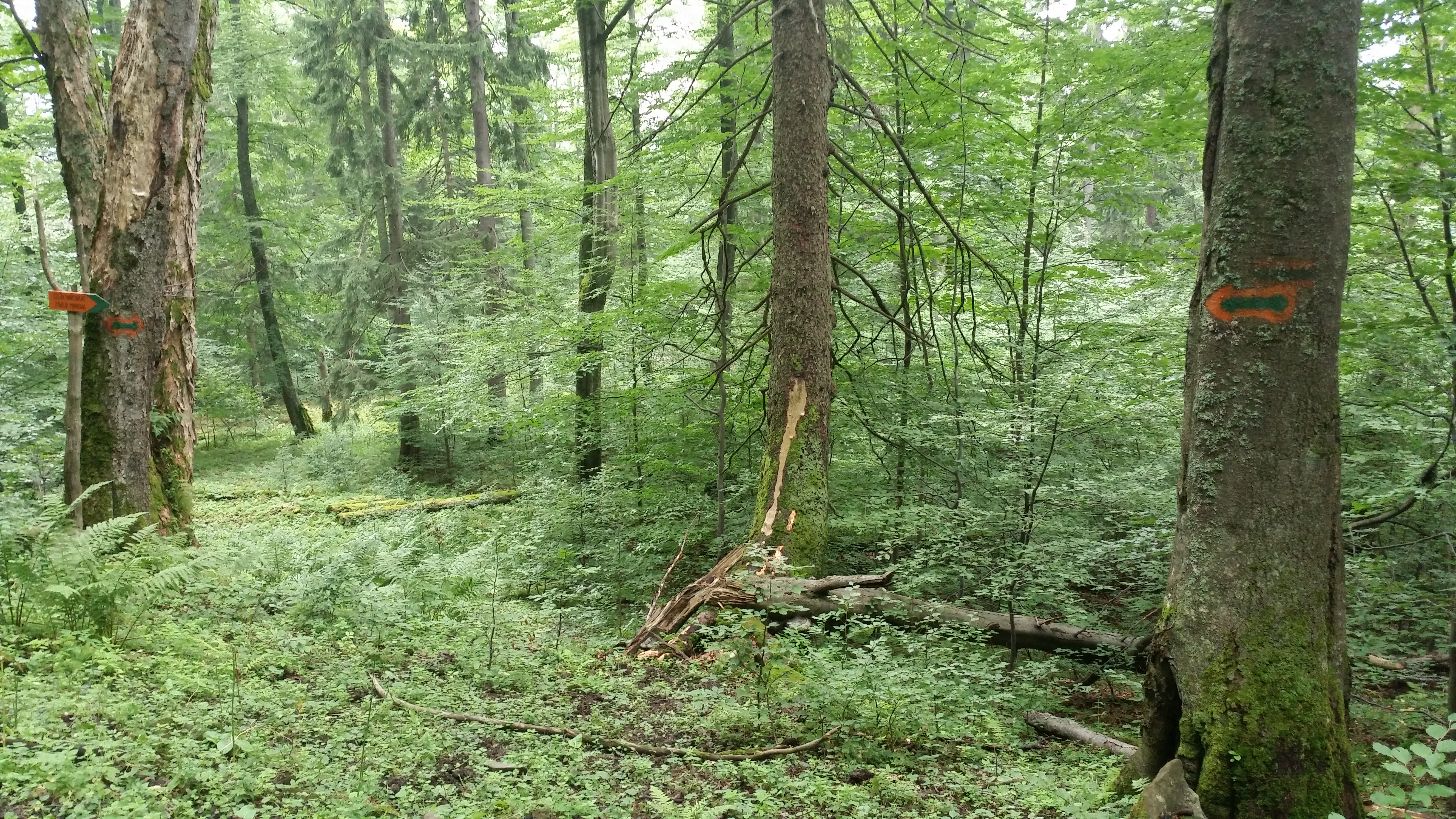
Лісовий пояс

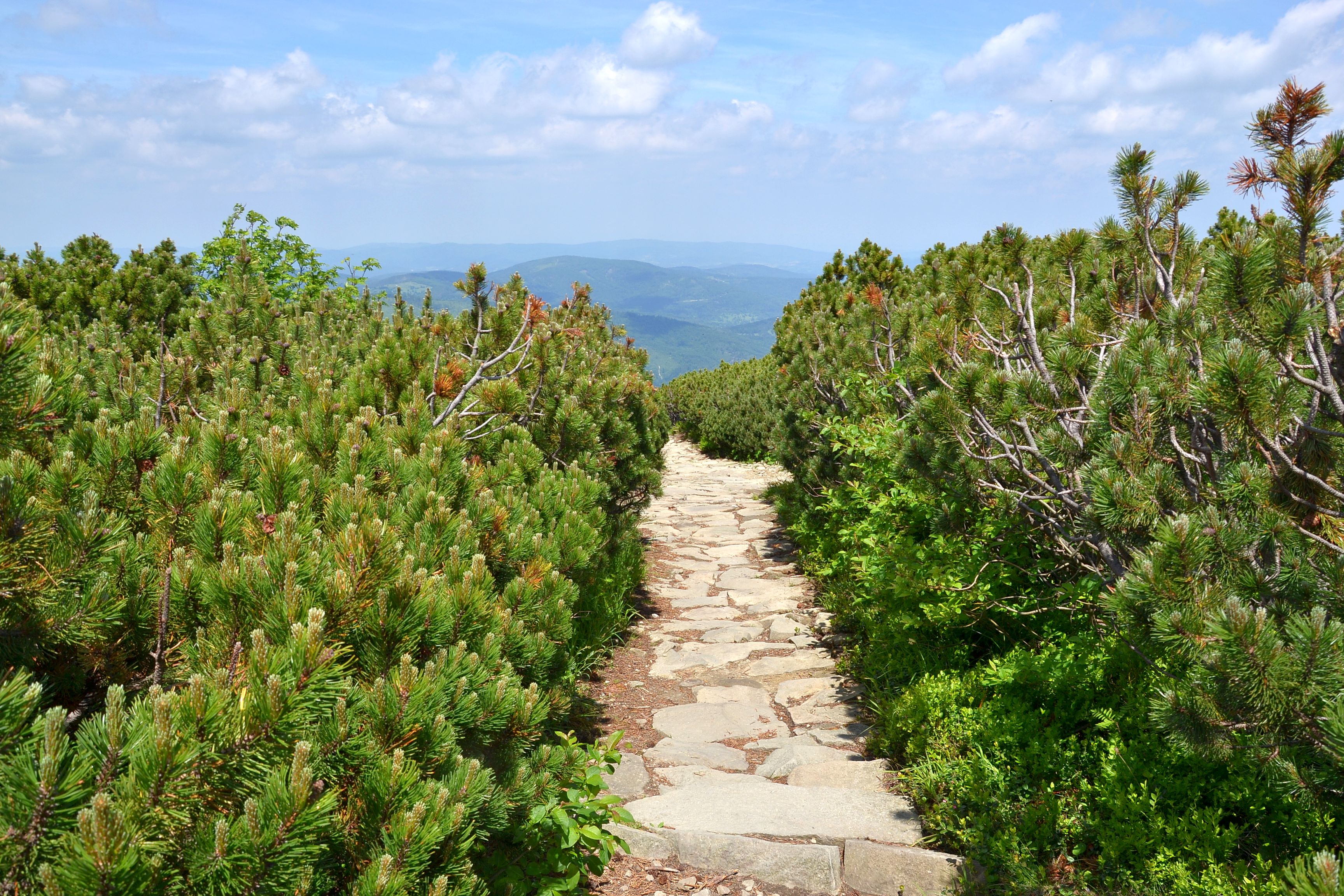
Туристична стежка у поясі карликової сосни

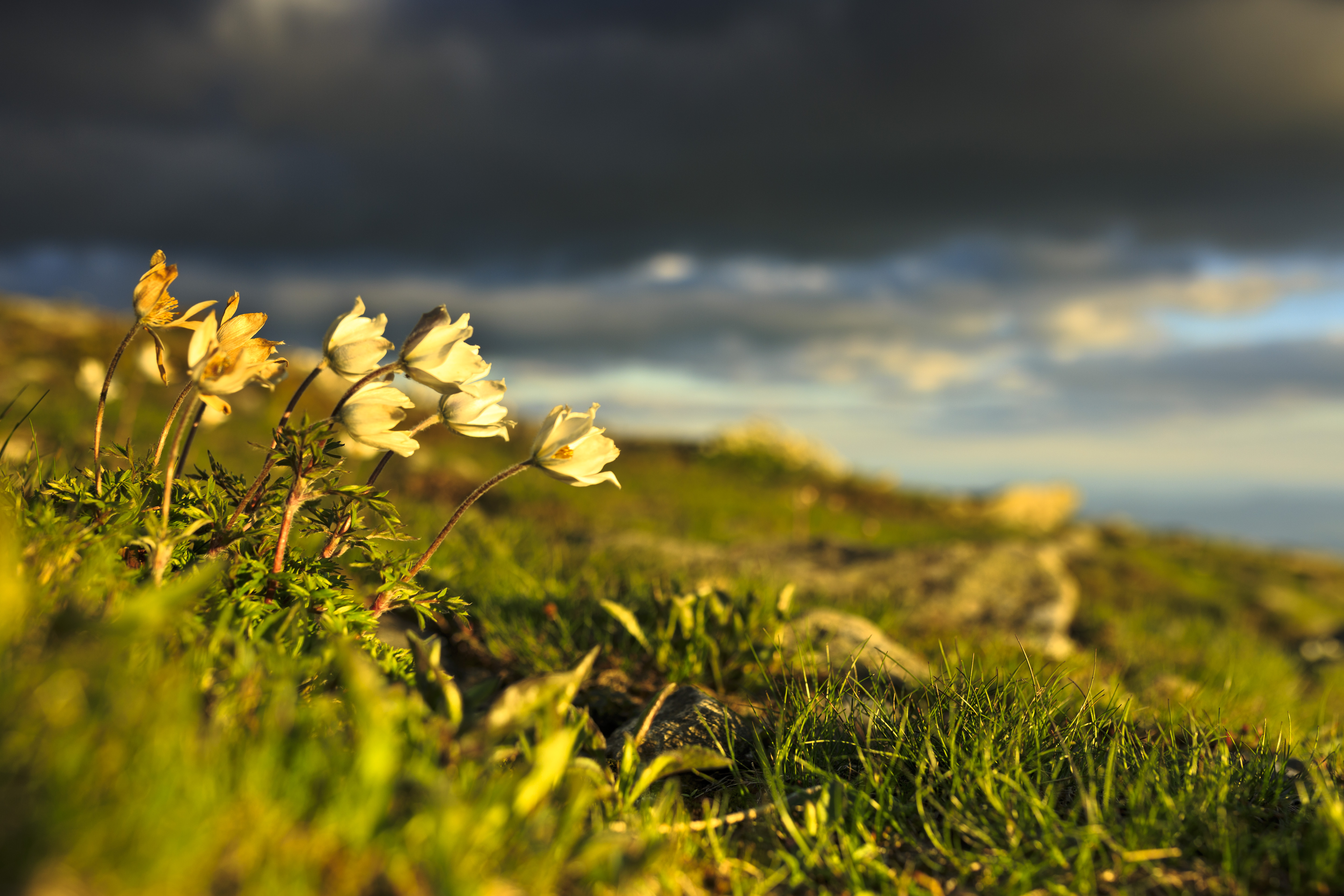
Сон білий у Парку

Характер рельєфу зумовлює поширення переважно гірських екосистем на території Парку, тут виявлено 125 гірських та 370 рівнинно-гірських видів рослин. 67 видів рослин перебувають під охороною держави, а 4 занесені до Червоного списку рослин Польщі: тоя міцна, роговик альпійський, стародуб (Laserpitium archangelica) та шолудивник Гакетта.
У рослинності Парку чітко простежується висотна поясність.
Передгірний пояс (до 700 м. над рівнем моря) раніше був типово лісовим. У наші дні сильно трансформований у результаті людської діяльності, зайнятий житловою забудовою, сільськогосподарськими полями та все більше смітниками.
Низькогірний лісовий пояс (700-1150 м. над рівнем моря). У ньому домінують букові, мішані буково-ялицево-ялинові ліси та вільхові ліси у заплавах. Тут збереглися буково-ялицеві праліси. У підліску зростають жимолость чорна, горобина звичайна. У трав'яному покриві трапляються папороті: щитник чоловічий, щитник широколистий, безщитник жіночий, блехнум колосистий, а також чорниця звичайна, підбілик альпійський, зубниця залозиста, підмаренник запашний, ожика гайова, жовтозілля Фукса, жовтозілля надрічкове та часник ведмежий. 
Високогірний лісовий пояс (1150-1360 м. над рівнем моря) характеризується однорідним лісовим покривом з домінуванням ялини європейської. У підліску зростають порічки карпатські, жимолость чорна, шипшина повисла, горобина звичайна, а також безщитник розставленолистий, чорниця зичайна, підбілик альпійський, сольданела карпатська, малина звичайна, ожика лісова, щучник дернистий, куничник волохатий. Саме в цьому поясі зростає символ Парку Laserpitium archangelica. 
Пояс гірської карликової сосни, субальпійський (1360-1650 м. над рівнем моря). Переважаючим видом тут є сосна гірська, що утворює густі зарості, також зростають жимолость чорна, шипшина повисла, верба сілезька. Місцями зростають папороті, куничник волохатий, авінелла звивиста, чорниці та кремена. З інших рослин трапляються ялівець звичайний, сугайник. У наш час субальпійський пояс віднесено до зони суворої заповідності, а у минулому тут проводились вирубки та випалювання карликової сосни, щоб звільнити простір для потреб випасання худоби.
Альпійський пояс (1650-1725 м. над рівнем моря) характеризується кам'янистим ландшафтом з невисокою лучною рослинністю. Тут зростають рослини, що зуміли адаптуватись до сурових кліматичних умов: короткого сезону вегетації, сильних вітрів, низьких температур, довготривалого сніжного покриву та посушливого літа. Альпійські луки - одна з найцінніших та рідкісних екосистем Польщі. Тут трапляються рідкісні та ендемічні види рослин: ситник трироздільний, чиє листя змінює колір в середині літа та надає лукам червонуватого відтінку, роговик альпійський, сон білий, анемона нарцизоцвіта, дзвоники круглолисті, тоя міцна, брусниця, а також злаки та осоки, зокрема біловус стиснутий, тонконіг інеєвидний, костриця лежача, верба трав'яна. Також трапляються лишайники.

## Оселища
Відповідно до  Директиви 92/43/ЄС «Про збереження природних оселищ та видів природної фауни і флори» у Парку охороняються такі види оселищ:
| Код  | Тип оселища | Площа, га |
| ---- | --- | --------- |
| 4060 | Альпійські та бореальні чагарничкові пустища                                                                    | 3.66      |
| 4070 | Зарості з Pinus mugo та Rhododendron hirsutum (Mugo-Rhododendretum hirsuti)                                     | 283.58    |
| 6120 | Трав'яні угруповання на сухих карбонатних пісках                                                                | 33.3      |
| 4080 | Субарктичні низькорослі зарості з Salix spp.                                                                    | 18.41     |
| 6150 | Альпійські та бореальні луки на силікатному субстраті                                                           | 12.84     |
| 6170 | Альпійські та субальпійські луки на вапняках                                                                    | 1.18      |
| 6230 | Багатовидові луки з Nardus на силікатних субстратах гірських (та передгірних) регіонів континентальної Європи   | 9         |
| 6430 | Гідрофільні прибережні зарості високотравних угруповань рівнин і від монтанного до альпійського висотних поясів | 44.58     |
| 6520 | Гірські викошувані луки                                                                                         | 8.34      |
| 7140 | Перехідні трясовини та сплавини                                                                                 | 0.34      |
| 7230 | Лужні низинні болота                                                                                            | 1.37      |
| 8110 | Силікатні осипища від монтанного до нівального поясів (Androsacetalia alpinae та Galeopsietalia ladani)         | 4.24      |
| 8310 | Печери, які закриті для відвідування                                                                            | -         |
| 9110 | Букові ліси Luzulo-Fagetum                                                                                      | 210.38    |
| 9130 | Букові ліси Asperulo-Fagetum                                                                                    | 1276.87   |
| 9140 | Середньоєвропейські субальпійські букові ліси з Acer і Rumex arifolius                                          | 20.13     |
| 9180 | Ліси Tilio-Acerion на схилах, кам’янистих осипищах і в ущелинах                                                 | 19.81     |
| 91D0 | Заболочені ліси                                                                                                 | 5.4       |
| 91E0 | Заплавні ліси з Alnus glutinosa та Fraxinus excelsior (Alno-Padion, Alnion incanae, Salicion albae)             | 38.87     |
| 9410 | Ацидофільні ліси з Picea від монтанного до альпійського поясів (Vaccinio-Piceetea)                              | 1244.3    |

## Тваринний світ
На території Парку зафіксовано 4500 видів тварин, найбільшу кількість з яких становлять безхребетні, зокрема комахи. Хребетні тварини налічують 188 видів, зокрема 100 видів птахів. Поширення комах обумовлюється висотною поясністю рослинності та клімату, а великі хребетні тварини  мобільніші та мають більші ареали поширення.

### Безхребетні

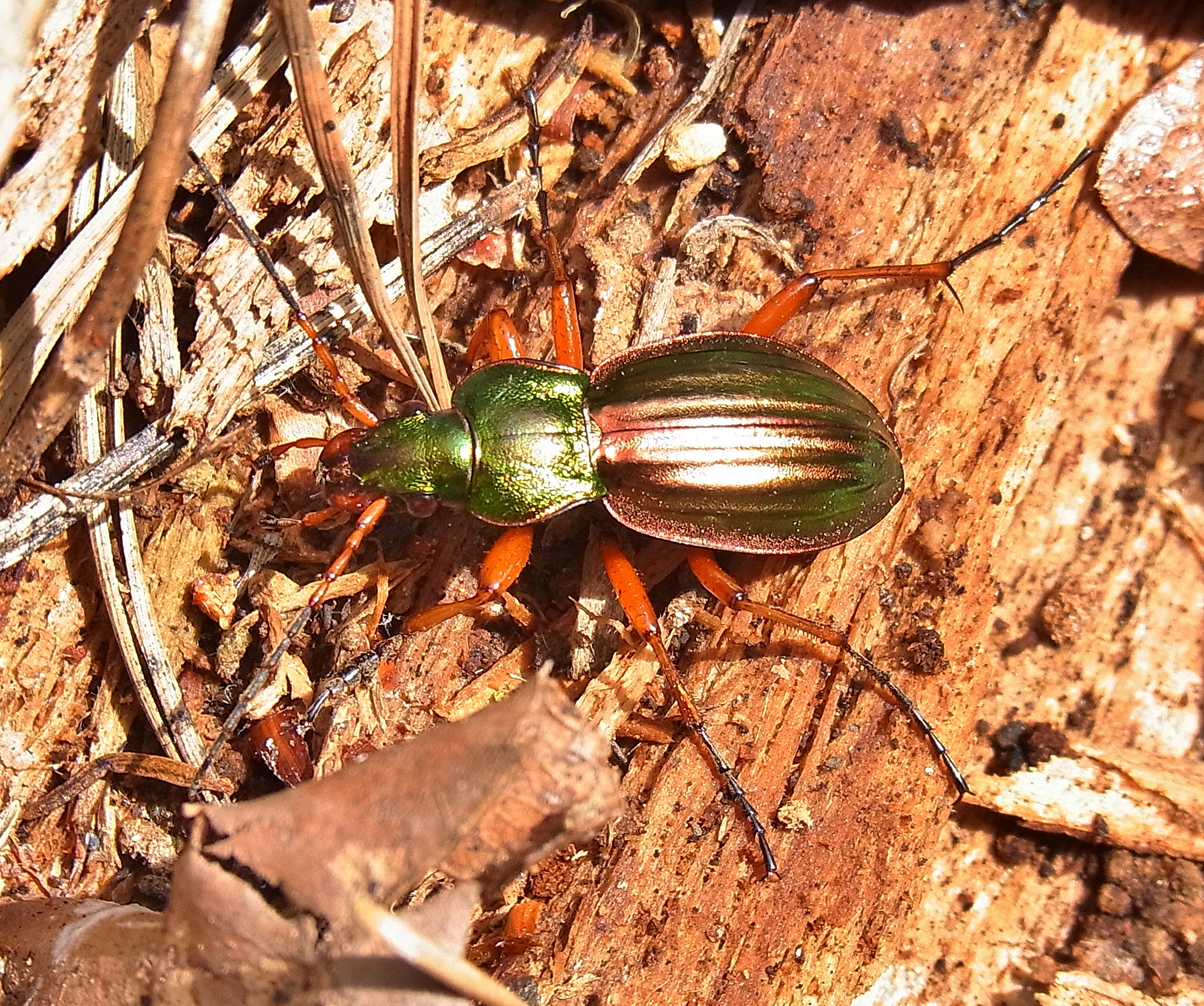
Жужелиця золотиста - один з найкрасивіших жуків Європи

Молюски Бабьогурського Парку представлені наземними (равлики та слимаки) - 78 видів та прісноводними: 11 видів черевоногих та 3 види та двостулкових. Трапляються як рідкісний синюк карпатський так і типовий равлик деревний. Павукоподібні представлені косариками, павуками (мармуровий хрестовик), кліщами та псевдоскорпіонами (книжковий скорпіон). 
Найчисленнішою групою фауни парку є комахи. Тут трапляється 1500 видів жуків, що живуть переважно біля підніжжя гір. Також є рідкісні та ендемічні види жуків, пов'язані з певними типами оселищ, наприклад альпійськими луками чи мертвою деревиною. Представники: жужелиця золотиста - один з найкрасивіших наземних жуків Європи та рідкісний ендемічний вид турун Фабра чорний турун Carabus variolosus, що перебуває під охороною Бернської конвенції, ендемік Карпат вусачик-несправжньогаурот чудовий, ризод борознистий. Другою за чисельністю групою комах є мухи, що представлені мошками, оводами та журчалками, наприклад Bibio marci та Leucozona lucorum. 
Найяскравішою групою є метелики, їх у парку нараховується 700 видів, зокрема сонцевик будяковий, мінливець великий, жовтюк осьмак, бражник очкастий. З перетинчастокрилих у Парку перебуває під охороною кілька видів джмелів, зокрема червонохвостий джміль. Поширені клопи (клоп лінійчастий (італійський), рівнокрилі (пінявка звичайна) та прямокрилі (Isophia pyrenaea), а також 100 видів волохокрильців, веснянки та бабки (вогнетілка-русалонька). 

### Риби, амфібії та рептилії
Риби Парку представлені двома типовими видами, що мешкають у гірських струмках - пструг струмковий та бабець строкатоплавцевий. Крім того, на масиві трапляється 11 видів амфібій: тритон гірський, тритон карпатський, тритон гребінчастий, тритон звичайний, саламандра вогняна, кумка жовточерева, ропуха звичайна, ропуха зелена, жаба їстівна, жаба ставкова, жаба трав'яна. Рептилії Парку представлені такими видами: веретільниця ламка, ящірка живородна та ящірка прудка, вуж звичайний, гадюка звичайна.

### Птахи

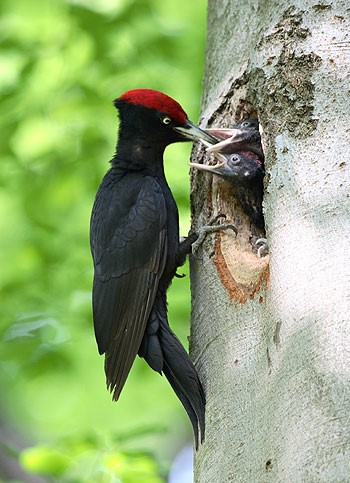
Жовна чорна - типовий представник орнітофауни лісових екосистем

Є найчисельнішою групою хребетних Парку - 127 видів, 100 з яких тут гніздиться. У передгірному поясі мешкають види, пов'язані з сільськогосподарськими полями та населеними пунктами. Тут гніздяться жайворонок польовий, вівсянка звичайна, зеленяк, сорока звичайна, харчуються лелека білий, чайка, канюк звичайний. Численними є птахи низько- та високогірного лісових поясів. Тут трапляються глушець, тетерук та орябок. Дятлові - ще одна група лісових птахів, представлена видами: дятел трипалий, жовна зелена, дятел звичайний, жовна чорна, дятел білоспинний. Сови представлені шістьма видами: сова довгохвоста, сичик-горобець, сич волохатий, пугач звичайний, сова сіра, сова вухата. Горобцеподібні також є досить численною групою і налічують 80 видів, зокрема: чикотень, дрізд гірський, вівчарик-ковалик, щиглик звичайний. У лісових екосистемах мешкає найменший птах Парку золотомушка жовточуба.
У субальпійському та альпійському поясі трапляються тинівка альпійська, щеврик гірський, чечітка звичайна, боривітер звичайний, горихвістка чорна. Окремо виділяється група птахів, пов'язаних з водно-болотними угіддями, оскільки таких у Парку мало - група не чисельна. Трапляються понурок, плиска гірська, рибалочка блакитний.

### Ссавці

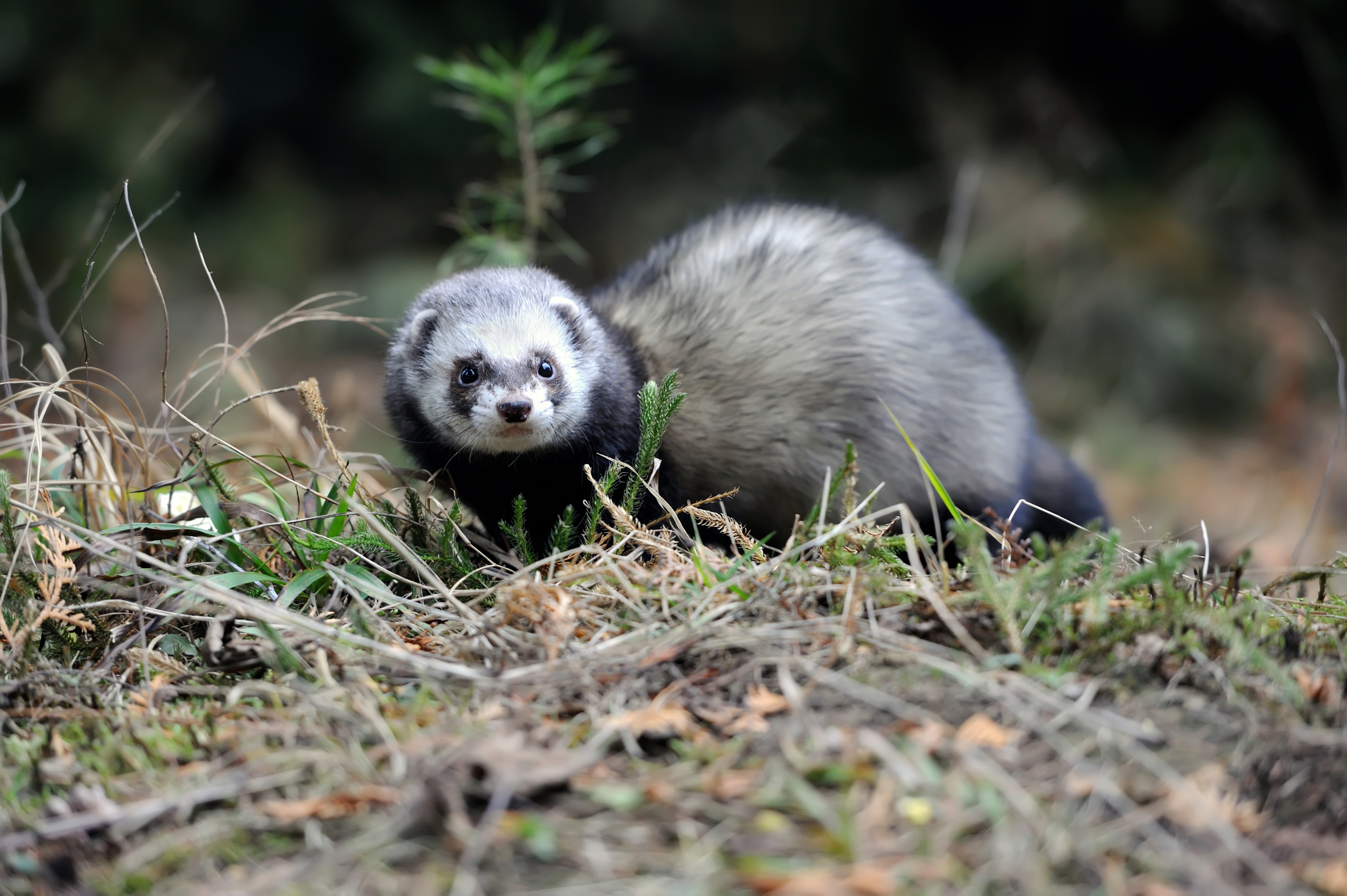
Тхір лісовий

У Бабьогурському масиві зафіксовано мещкання 50 видів, це переважно невеликі тварини: комахоїдні, гризуни та кажани, решта - більші за розміром зайцеподібні, хижі та унгуляти. 
Комахоїдні цієї території представлені такими видами: їжак південний, кріт європейський, мідиця звичайна, мідиця мала, мідиця альпійська, рясоніжка велика та білозубка мала; кажани: нічниця війчаста, нічниця вусата, нічниця водяна, нічниця довговуха, нічниця триколірна, нічниця велика, лилик двоколірний, пергач північний, пергач пізній, вечірниця дозірна. Кажани Парку ще недостатньо досліджені.
Гризуни також є числельною групою і представлені видами: вивірка звичайна, нориця руда, щур водяний, норик татринський, норик підземний, полівка північна, полівка звичайна, мишак жовтогрудий, мишак європейський, житник пасистий, пацюк сірий, мишівка лісова, жолудниця європейська, соня лісова, вовчок сірий, ліскулька. Переважна більшість із них живе у лісі, хоча окремі види трапляються навіть високо в горах. З поміж великих хижаків у Парку трапляються ведмідь бурий, рись, вовк, лисиця, борсук європейський, видра річкова, куниця, тхір лісовий. З інших великих ссавців поширені заєць, олень, кабан.

## Туризм
Територія парку доступна для туристів, однак туристична діяльність організована таким чином, щоб не завдавати шкоди природі, наприклад в зоні строгої заповідності забороняється сходити з туристичних стежок. У парку добре розвинута туристична інфраструктура, прокладені туристичні стежки (50 км), а також велосипедні, лижні, освітні маршрути (орієнтовані на школярів), обладнані хостели та кемпінги. Одним із завдань Парку є природоохоронна освіта.